# Антиох I (Комагена)
Вижте пояснителната страница за други личности с името Антиох.
Антиох I Теос (на латински: Antiochos I. Theos Dikaios Epiphanes Philorhomaios Philhellen) е най-важният цар на анатолското царство Комагена. Той управлява от 69 пр.н.е. до ок. 36 пр.н.е.

## Биография
Антиох е син на цар Митридат I Калиник от арменската династия Оронтиди и селевкидската принцеса Лаодика, дъщеря на Антиох VIII Грюпос и Трифайна Клеопатра, дъщеря на египетския цар Птолемей VIII.
Антиох е дълбоко вярващ в еленистката форма на зороастрийството. Той оставя много гръцки надписи. Построява пантеон, гробница на планината Немрут в Анатолия за своята фамилия като благодарност към боговете и своите предшественици. Антиох построява на баща си гробница (hierothesion) в Арсамея.
На трона е последван от синът му Митридат II Антиох Епифан.

## Фамилия
Той се жени за Исия Филосторг, дъщеря на Ариобарзан I Филороман (цар на Кападокия) и Атения Филосторг I, и има четири деца:
- Митридат II Антиох Епифан
- Антиох II Епифан, екзекутиран по заповед на Октавиан Август
- Лаодика, омъжена за Ород II, цар на Партското царство (57 – 38 пр.н.е.)
- Антиохида, майка на Ака I.